# Moria
En el universo ficticio de J. R. R. Tolkien, Moria es un reino de los enanos conformado por las más grandes minas que estos construyeron, también conocido como Khazad-dûm, «la mina del Enano».
Fue fundado por Durin I el Inmortal en los albores de la Primera Edad en las cuevas que daban a Azanulbizar. Se encontraban en el centro de las montañas Nubladas, bajo los picos Caradhras, monte Nuboso y Cuerno de Plata. Estuvo bastante apartado de los demás reinos enanos durante la Primera Edad, pero como consecuencia de la ruina de Belegost y Nogrod tras la guerra de la Cólera, muchos enanos emigraron a Moria, haciendo de ésta la mayor ciudad enana. Fue una gran mina que durante muchas Edades produjo inmensas riquezas, símbolo del poderío enano en la Tierra Media, pero también causa de muchas desdichas y pesares.
Durante más de un milenio fue un gran centro de comercio enano, hasta que los habitantes de la ciudad excavaron demasiado profundo, en busca de mithril. Un balrog se ocultaba en las profundidades de las montañas Nubladas desde la destrucción de Thangorodrim, miles de años atrás. El balrog expulsó a los enanos de la mina, y desde entonces Moria quedó abandonada.
Con el tiempo, grandes poblaciones de trasgos (orcos) poblaron los oscuros y antiguos salones del reino enano. Las minas de Moria aparecen en la novela El Señor de los Anillos, en donde los protagonistas han de atravesarlas para continuar su arduo camino, y también son mencionadas en El Silmarillion.

## El nombre
El más antiguo y famoso de los reinos de los enanos fue Khazad-dûm, que significa “Mansión de los Enanos” en khuzdûl; palabra compuesta por Khazâd, radical triconsonante Kh-Z-D: “Enanos”. Y Dûm: “Mansión”, “Estancia”. Los elfos Sindar de Beleriand la llamaron, primeramente, Hadhodrond un nombre que significaba Bóveda de los Enanos, y estaba compuesta por la palabra Hadhod, que “(…)era la traslación de Khazâd a sonidos Sindarin…” ; esto era porque originalmente el Sindarin carecía de algunos sonidos para representar algunas letras (_z_ y _â_ largas, incluso _kh_) de la palabra Khazâd, por lo que debieron adaptar el nombre; y la otra palabra que compone el nombre Sindarin es rond, que proviene del Ilkorin y significa, “bóveda” o “techo abovedado”, como en Elrond (“Bóveda de Estrellas”) y que se usaba para definir a una estancia techada de esa manera, como Nargothrond; raíz ROD-. Los Exiliados, los Noldor, la llamaron Casarrondo; palabra Quenya, cuyo significado es el mismo que en Sindarin: Casar, “Enanos” y rondo, “(…)un techo abovedado o arqueado, visto desde abajo (y normalmente invisible desde fuera.” Después del despertar del Balrog, los enanos abandonaron la montaña, y Khazad-dûm sumió en la oscuridad y el silencio. Entonces los elfos dieron a la morada de Durin: “(…) un nombre sin amor… (…)”; y la llamaron Moria, que significa 'Abismo Negro'.
Este nuevo nombre contiene la raíz (…)MOR, «oscuro, negro», que se ve en Mordor, Morgoth, Morannon, Morgul, etcétera (técnicamente MOR: *mori, «oscuridad» = q. more, s. môr; adj. *morna = q. moma, s. morn, «oscuro»); e IA, que es del sindarin iâ, «vacío, abismo» (YAG: *yaga > s. iâ). En la Lengua Común se la llamaba "Mina (o Excavación) del Enano" (Dwarrowdelf, en inglés antiguo), traducción de la palabra en Oestron Phurunargian.

## Historia

### Edades de los Árboles
Cuenta la Leyenda que Durin, al despertar en la morada del Monte Gundabad, decidió recorrer los caminos y fue hacia el sur, solo. Al llegar a  Azanulbizar quedó azorado de tanta belleza, contempló las cuevas naturales que se hallaban en el flanco oriental de las imponentes Montañas Nubladas; y luego se dirigió al Lago Espejo en donde se “(…)inclinó (…), y vio aparecer una corona de estrellas, como gemas sobre un hilo de plata, por encima de la sombra de su cabeza...” (ESDLA Apéndice A)  y supo que había encontrado el lugar de su morada y la de su pueblo. A fines de la Tercera Edad, todavía se hallaba una columna de piedra que recordaba aquel instante. Dice también la leyenda que Durin volvió al norte, consiguió una compañera y volvió con su pueblo a morar en aquellas cuevas, a las que en pocos años transformaron en grandes salas, profundos laberintos, interminables pasadizos y caminos; todo a lo largo y a lo ancho de las Montañas Nubladas entre y bajo las entrañas del Bundushathûr, del Zirak-Zigil y del Barazimbar. 

Allí el martillo golpeaba el yunque, el cincel esculpía y el buril escribía, se forjaba la hoja de la espada, y se fijaban las empuñaduras; cavaba el cavador, el albañil edificaba...
Libro II, El Señor de los Anillos, J. R. R. Tolkien

Considerada la más imponente de las Moradas de los Enanos de todos los tiempos, su vigencia y poderío se extendió por más de tres edades. Lamentablemente no está datada la época en donde empezó la construcción de Khazad-Dûm; pero podemos presumir que fue en algún momento anterior a 1250 AV de las Edades de los Árboles, fecha en la que los Enanos aparecieron en Beleriand; para ese entonces la Mansión de Durin ya estaba habitada, y los Barbatiesas y Nalgudos habitaban en Nogrod y Belegost. Indudablemente los Eldar no se encontraron con los enanos en su viaje a Aman cuando cruzaron Rhovanion, por lo que caben dos posibilidades: que en 1104 AV  (fecha del comienzo del Gran Viaje) estos no habían nacido aún o, como sostiene Michael Martínez, todas las Casas de los Enanos vivían en Khazad-Dûm y cuando la presión demográfica se hizo insostenible, seis Casas partieron en distintas direcciones, luego del paso de los Elfos. Como sea, cuando se construyó Menegroth (1300-1350 AV) Moria era ya la morada más importante de los Enanos.

### Primera Edad del Sol
Durante toda la Primera Edad del Sol, los Enanos de Moria construyeron un centro de comercio, cuyas ramificaciones se extendían hacia el norte, el oeste y el este, la producción de hierro, armas, gemas, oro era vendida tanto en Belegost y Nogrod, como en los valles entre el Celduin y el Carnen, o los valles de ambos lados del Gran Bosque Verde. En un principio el tráfico fue entre enanos; con Thumunzahar y Gabilgathor lo hacían a través de los pasos del norte, de las Ered Mithrin, o a través del Paso Alto en las Montañas Nubladas; con el resto de los reinos enanos, cruzando el Gran Bosque Verde por el Camino Grande de los Enanos y luego el Celduin por algún puente construido por ellos y siguiendo caminos que unían Moria a las Colinas de Hierro, las Montañas Grises y otros reinos enanos más orientales.
Al promediar la Primera Edad del Sol y con la llegada de los pueblos Edain a la región (de los que solo una pequeña parte continuaron su viaje, y llegaron a Beleriand); los Barbiluengos de Khazad-Dûm, comenzaron a establecer sólidas relaciones con estos; dándose un crecimiento económico que después sería característico de las zonas donde comerciaban Enanos y Hombres (incluyendo los Hobbits): los Hombres, que eran ganaderos, pastores y labradores, se convertían en los principales proveedores de comida, que los Enanos adquirían a cambio de trabajar como constructores de casas y caminos, como mineros y como artífices de obras de artesanías, desde herramientas a armas y muchas otras cosas de gran costo y habilidad.
Respecto de la relación con los Elfos Silvanos del Bosque Negro y de Lothlórien, en esta Primera Edad, es poco lo que se sabe, pero es seguro que las hubo aunque, en algunos momentos, no fueron del todo cordiales, como lo demuestra el hecho de que en la Segunda Edad, los Elfos Silvanos de Oropher dejaron sus moradas en las cercanías de Amon Lanc, para dirigirse, finalmente, hacia los valles de Emyn Duir.

### Segunda Edad del Sol
Los primeros siglos de la Segunda Edad del Sol encontraron a los Enanos, “(…)controlando las Ered Mithrim, Erebor y las Colinas de Hierro; y a todo el lado oriental de las Montañas Nubladas, hasta los confines de Lorien…” Y vio incrementar el poder y la riqueza de Khazad-Dûm, con el descubrimiento del mithril, la llegada de los Enanos de Belegost y Nogrod, que huyeron de las Ered Luin con la destrucción de Beleriand, llegando a Moria cerca del año 40 S. E.; y con la consolidación y ampliación de las relaciones con los Hombres del Norte. En relación con estos últimos se concretó una alianza más perdurable, que resultó sumamente beneficiosa para ambos, basada en la guerra contra los Orcos que retornaron luego de la caída de Morgoth y la destrucción de Angband. Los Enanos, con su habilidad y conocimientos, aportaron armas, armaduras, pertrechos militares, etc. y los Hombres, su número, su habilidad como jinetes y su valentía; llegando a disponer de una gran fuerza. Esto garantizó, al menos hasta mediados de la Segunda Edad, seguridad y prosperidad para Enanos y Hombres.
La relación con los Elfos Silvanos de Lórien y del sur del Bosque Verde siguió siendo conflictiva; más aún con a llegada de los Elfos Sindar a la región, que no perdonaron a los Khazâd por el enfrentamiento que llevó al el fin de Doriath. Pero la instalación de los herreros elfos Gwaith-i-Mírdain, en Eregion, en el año 750 S. E., supuso importantes cambios en la relación de los Enanos de Khazad-Dûm con los Elfos. Se entablaron fuertes vínculos, no solo comerciales sino también de amistad y admiración mutua. Los Enanos abrieron una puerta hacia el oeste y un incesante tráfico relacionó a ambas comunidades. El mithril, admirado y apreciado por los Noldor de Eregion fue usado para la elaboración de bellísimos objetos y productos por parte de Enanos y Elfos, de los que Celebrimbor fue el más grande de los artífices. Tanto los Elfos como los Enanos obtuvieron gran provecho de esta asociación, llegando a ser ambas regiones tan esplendorosas como no lo habían sido nunca.
Tal era la amistad entre ambos pueblos que no solo grabaron juntos los caracteres en la Puerta Oeste de Moria, sino que cuando se forjaron los Anillos, Celebrimbor se los dio directamente a los Enanos (para enojo de Sauron) y Durin III envió una fuerza de enanos a combatir por la defensa de Eregion, luego del ataque del lugarteniente de Morgoth al oeste, a mediados de la Segunda Edad (1695 S. E.). Cuando Acebeda quedó desolada, Moria cerró su Puerta Oeste y los contactos con el oeste no se reanudaron, pero siguió teniendo una poderosa influencia en las regiones del este de las Montañas Nubladas. En la Guerra de la Última Alianza entre Elfos y Hombres, Durin envió un nutrido ejército de Enanos a combatir junto a las huestes élficas de Gil-Galad.

### Tercera Edad del Sol
La Tercera Edad, marcó el declive del reino Enano de Khazad-Dûm; y aunque durante “(…)largo tiempo, Moria siguió siendo un lugar seguro… sus habitantes menguaron hasta que muchas de las vastas mansiones quedaron oscuras y vacías…”
En los primeros siglos de la Tercera Edad, Moria siguió siendo poderosa y mantuvo sus principales relaciones comerciales y de producción con distintos pueblos de Hombres, Elfos y Enanos, pero, cuando Sauron ocupó Dol Guldur y el Bosque Negro cayó bajo su sombra, muchas cosas cambiaron para la región: los orcos comenzaron a infestar las Montañas Nubladas, y a establecerse en cuevas y grutas a lo largo de todo el cordón montañoso (c. 1300 T. E.), amenazando a los Enanos y cortando comunicaciones de estos con muchos lugares; los Valles del Anduin se hicieron inseguros, los caminos que cruzaban el Bosque Negro fueron abandonados o amenazados por monstruosas criaturas que respondían al Nigromante, y las poblaciones de Hombres Libres del Norte fueron amenazadas por pueblos provenientes del Este, que solo el poder de Gondor mantuvo a raya hasta, por lo menos, el año 1856 T. E.
Pero a pesar de su paulatino aislamiento los Enanos siguieron produciendo, sobre todo mithril. Tal era su obsesión por este metal que al profundizar sus excavaciones hacia el norte, bajo el Caradhras, despertaron a un Balrog de Morgoth que se había ocultado y dormido en las entrañas del Cuerno Rojo luego de la caída de Thangorodrim. Un año duró el combate y dos reyes enanos murieron en esa desigual lucha, Durin VI y Náin I; hasta que en 1981 T. E. el más grande y poderoso de los Reinos Enanos fue abandonado por completo y parte de los descendientes de Durin se refugiaron en las Ered Mithrim; mientras que Thráin I, hijo de Nain I y nieto de Durin VI, refundó Erebor. Los Orcos se enseñorearon de Moria y solo Lothlórien resistió, gracias al Anillo de Galadriel, el poder del Señor Oscuro en la región.
En el año 2790 T. E. Thrór, Rey bajo la Montaña, expulsado de su morada por el dragón Smaug, llegó a las puertas de Moria acompañado por Nár, su sirviente. No se sabe bien qué lo motivó a regresar, pero es probable que el recuerdo del antiguo esplendor de Moria o algún efecto causado por el Anillo que pudiera haberlo trastornado lo impulsaron a seguir ese destino. Lo cierto es que, al llegar, las Puertas estaban abiertas, y Thror entró orgulloso en la montaña, a pesar de las advertencias de su acompañante. Luego de unos días, en los que Nár no tuvo noticias de él, un cuerpo fue arrojado a la escalinata. Se trataba del cadáver de Thrór, al que le habían cercenado la cabeza, cayendo junto al cuerpo con la cara vuelta hacia abajo. Cuando Nár giró la cabeza, vio que en su cara estaba escrito en runas de los Enanos, el nombre de su asesino; se trataba de Azog el rey Orco de Moria.
Luego de esto, Nár llegó ante Thráin, para contarle lo sucedido y el hijo de Thrór se encolerizó y mandó entonces mensajes a todos los pueblos Enanos, dispuesto a vengar a su padre. Transcurrieron tres años antes de que las fuerzas de los Enanos estuvieran preparadas. El Pueblo de Durin reunió a todas sus huestes y, cuando todo estuvo dispuesto, atacaron y saquearon una por una todas las fortalezas de los orcos que pudieron encontrar, desde el Monte Gundabad hasta los Campos Gladios.
Hasta que, al fin, llegaron al valle de Azanulbizar y allí, frente a las Puertas de Khazad-Dûm, se libró la más grande y la más dolorosa batalla entre Orcos y Enanos. La Batalla de Nanduhirion terminó con la victoria total de los Enanos y, aunque estos sufrieron grandes pérdidas, los orcos fueron casi totalmente exterminados, y hubieron de pasar muchos años antes de que estos habitasen de nuevo en las Montañas Nubladas. Tras la batalla, Thráin se dispuso a entrar triunfante en Moria, pero los suyos no quisieron seguirle, pues sabían que el Daño de Durin aún habitaba en la oscuridad de Khazad-dûm, así que Dáin II Pie de Hierro, asesino de Azog, le dijo a su tío Thráin: 

Tú eres el padre de nuestro Pueblo, y hemos sangrado por ti, y sangraríamos otra vez. Pero no entraremos en Khazad-dûm. Tú no entrarás en Khazad-dûm. Solo yo he mirado a través de la sombra de las Puertas. Más allá de la sombra te espera todavía el Daño de Durin. El mundo ha de cambiar y algún otro poder que no es el nuestro ha de acudir antes de que el Pueblo de Durin llegue a entrar en Moria otra vez…
Apéndice A de El Señor de los Anillos, J. R. R. Tolkien

Hubo otro intento por recuperar Moria por parte de los herederos de Durin. El Enano Balin, en el año 2989 T. E., abandonó Erebor junto a una hueste de Enanos entre los que se encontraban Óin y Ori y se dirigió a Khazad-dûm con la idea de refundar el reino de Durin. Esta experiencia resultó trágica puesto que solo pudieron resistir a los orcos y a otras criaturas malignas durante cinco años. Treinta años después, cuando la Comunidad del Anillo cruzó por Moria, se supo lo ocurrido con Balin cuando Gandalf encontró en la Cámara de los Registros, el Libro de Mazarbul, un detallado aunque semidestruido registro de la actividad de Balin y el final de la fallida experiencia. Balin murió cuando fue a mirar el Lago Espejo, atacado por un Orco por la espalda.
Fue justamente en el viaje realizado por la Comunidad del Anillo a través de Moria (del 13 al 16 de enero de 3019 T. E.), cuando se harían realidad las palabras dichas por Dáin Pie de Hierro a su pariente Thráin II al final de la Batalla de Azanulbizar: Gandalf se trabó en lucha con el Balrog de Moria y, tras una serie de duelos en la Estancia de Mazarbûl, en el Puente de Khazad-Dûm, en la Escalera Interminable y en la Torre de Durin, lo derrotó y arrojó su cuerpo contra la roca viva del Zirak-Zigil, en la que se llamó la “Batalla de la Cima”.

### Cuarta Edad del Sol
Luego de estas crónicas no quedó registrado si en la Cuarta Edad los Enanos volvieron a habitar la Mansión de Durin, aunque se ha predicho la llegada de Durin VII, el último en llevar ese nombre, quien será el encargado de reconquistar Moria para los Enanos, ya libre del Balrog y de los orcos. Se supone que esto ocurrió durante la Cuarta Edad.

## Algunos lugares conocidos
Estos son algunos lugares conocidos de la Gran Mina de los Enanos.

### Puertas de Moria del oeste
Las Puertas de Durin eran la entrada occidental al reino de Khazad-Dûm. Fueron construidas en la Segunda Edad, probablemente antes del año 1000 S. E., cuando la amistad entre los Enanos y los Elfos de Eregion era mayor de lo que nunca fue antes y nunca llegó a ser después.

Los emblemas de Durin, un martillo y un yunque coronados por las siete estrellas de Valacirca, estaban esculpidos en piedra en la puerta oeste de Moria.

Fueron construidas en colaboración por Elfos y Enanos. Narvi, posiblemente el mayor artesano de los Enanos en aquel tiempo, diseñó y construyó las puertas mismas; Celebrimbor, Señor de Eregion, las decoró con ithildin: hizo los Emblemas de Durin, un martillo y un yunque coronados por siete estrellas; los Árboles de los Altos Elfos; y la Estrella de la Casa de Fëanor.
Las Puertas estaban construidas de forma que pudieran abrirse desde dentro, simplemente empujándolas. Se necesitaba la fuerza de al menos dos enanos para hacer esto. Además, los Enanos siempre mantenían una guardia tras las puertas, de modo que una persona sola, previsiblemente alguien que tratara de escapar, no podría abrir sin ayuda de la guardia. Desde el exterior, ninguna fuerza enana, élfica o humana podía mover las puertas, excepto la contraseña inscrita en ellas; entonces se abrían solas, hacia los lados, hasta tocar la pared de roca.
Las Puertas permanecieron abiertas durante muchos años mientras los Enanos de Khazad-Dûm y la gente de Celebrimbor mantenían el comercio para su mutuo beneficio. Pero se cerraron al oeste luego de que Eregion fuera arrasada por la Guerra entre Sauron y los Elfos, en 1697 S. E. Aunque si bien las Puertas no se mencionan de nuevo en la historia hasta la Guerra del Anillo, sin duda el Pueblo de Durin habría abierto y cerrado las puertas numerosas veces antes de la llegada del Balrog en el año 1980 T. E., cuando Moria quedó desierta.
Cuando la Comunidad del Anillo se dirigía a estas puertas, se encontró con que las artes de Sauron habían transformado el lugar: el Sirannon (el arroyo que nacía de las puertas) se había convertido en un oscuro y tenebroso embalse que anegaba toda la hondonada ante las puertas, y casi se había secado en su curso inferior. En ese estanque habitaba el Guardián del Agua, una criatura sin nombre que los compañeros apenas logran entrever, horrorizados, y que casi acaba con la misión.

### La encrucijada
“El primer problema serio” con que se encontró la Comunidad del Anillo en su viaje por las entrañas de Khazad-Dûm. Se trataba de una encrucijada de caminos internos de la mina, que se ubicaban a partir de un amplio arco; de allí salían tres caminos, que iban en la misma dirección; pero uno se abría a la izquierda, otro al centro del arco y otro a la derecha; el primero bajaba el segundo corría “(…)en línea recta, liso y llano, pero muy angosto…” y el último subía. Para resolver cuál tomarían, se detuvieron a pasar la noche en la Sala de Guardia que se hallaba cercana al camino de la izquierda. Finalmente tomaron el camino de la derecha, porque a Gandalf, el guía, no le gustaba el camino del centro, y desde el de la izquierda salía un aire viciado, que no conformó al Mago; “(…)es hora que volvamos a subir…” dijo. El camino que tomaron resultó ser el correcto; iba con regularidad en ascenso, y a medida que subía se hacía y más ancho. No había a los lados aberturas de otras galerías o túneles y el suelo era plano y firme.

### Sala de la Guardia
En el cruce por Moria la Compañía del Anillo se encontró ante una encrucijada de tres pasajes que salían hacia el este pero que tomaban diferentes alturas y direcciones partiendo de un gran arco, a la izquierda de ese arco encontraron una puerta de piedra que daba a una gran sala en la que había un agujero grande y redondo que debería haber estado cubierto con una loza pero que en ese momento estaba abierto y con cadenas oxidadas colgando sobre las profundidades. Se trataba de la Sala de Guardia que custodiaba los tres pasadizos. Allí los Miembros de la Compañía se detuvieron a descansar y Gandalf aprovechó para reflexionar sobre los próximos pasos, y Pippin, tontamente, arrojo una piedra por el pozo, alertando a los habitantes de Moria sobre su presencia, lo que enfadó al Mago.

### Sala vigesimoprimera del ala norte
A unas 15 millas en línea recta de la sala de guardia, y siguiendo el pasaje de la derecha; se encontraba la sala vigesimoprimera; ubicada en el nivel séptimo, «es decir, seis niveles por encima de las puertas» del extremo norte de la mina. Tras pasar una puerta abovedada, la Comunidad del Anillo se encontró con una amplia sala con «un vasto cielo raso sostenido por numerosos y poderosos pilares tallados en la piedra». El recinto tenía las paredes negras lisas y pulidas y en sus extremos se abrían grandes arcos, que conducían a través de distintos pasajes, hacia el norte, hacia el este, hacia el sur y hacia el oeste que es por el que llegó la Compañía. Sobre los arcos del norte y del este había aberturas que traían luz de las grandes ventanas abiertas en los flancos de la montaña. Para llegar a las puertas había que tomar un camino que salía cruzando el arco del este, «e ir a la derecha y al sur, descendiendo».

### La cámara de Mazarbul
La cámara de Mazarbul es una estancia situada en el extremo norte del séptimo nivel de Moria. Es una sala cuadrada con una gran cantidad de cofres de madera, donde se guardan muchos de los escritos de Khazad-dûm, realizados a lo largo de los siglos. Tenía dos puertas, una que daba a un corredor, y otra que daba a la inmensa sala vigesimoprimera. En el lado este, había una profunda abertura en la pared, que iluminaba la sala con luz solar. Allí se encontró la tumba de Balin, en la que se posaba el haz de luz producido por la grieta. También estaba allí el Libro de Mazarbul, encontrado por Gandalf el 15 de enero del año 3019 T. E., al paso de la Comunidad por Moria, lo que permitió conocer lo que pasó en el intento de recuperar la antigua ciudad. Sobre la tumba estaba grabado en runas enanas:

Balin, hijo de Fundin, señor de Moria.

### Sala segunda
Como su nombre lo indica este enorme espacio tallado en la roca de la montaña es el segundo lugar que hay que atravesar desde la entrada principal de la mina, en el primer nivel. Se trataba de una sala amplísima, rectangular, mucho más larga y ancha que la sala vigesimoprimera y todo «lo largo del centro se alzaba una doble fila de pilares majestuosos. Habían sido tallados como grandes troncos de árboles y una intrincada tracería de piedra imitaba las ramas que parecían sostener el cielo raso. Los tallos eran lisos y negros». Muchos túneles, corredores y pasadizos llegaban a esta sala, de todas direcciones; pero el principal llegaba desde el oeste en el extremo más largo de esta. La Comunidad del Anillo llegó por un pasadizo ubicado en el norte de la sala y cercano al puente de Khazad-dûm. En el extremo este, se alzaba el puente y un abismo de profundidades desconocidas, que solo podía ser transpuesto a través del estrecho puente. Del otro lado del abismo se encontraba el portal de la sala y de allí partían grandes escaleras, arriba de las cuales se encontraba una ancha senda que llegaba a la sala primera, la sala junto al portal este.

### El puente de Khazad-dûm
Ubicado sobre un abismo profundo en el extremo este de la segunda sala en el primer nivel de la mina. Se trataba de «un estrecho puente de piedra, sin barandilla ni parapeto, que describía una curva de cincuenta pies sobre el abismo. Era una antigua defensa de los enanos contra cualquier enemigo que pusiera el pie en la primera sala y los pasadizos exteriores. No se podía cruzar sino en fila de a uno». Allí se produjo el segundo enfrentamiento de Gandalf con el balrog de Moria; en ese hecho el mago se quedó a la retaguardia permitiendo que el resto de la Compañía cruzara el puente, para luego y con un golpe de su vara, romper el puente en el lugar en donde el balrog estaba parado, cayendo al abismo y arrastrando este, en su caída, al guía de la Comunidad.

### Las puertas del lado este de Moria
La entrada principal de la imponente Khazad-dûm se abría al este de las Montañas Nubladas, hacia Azanulbizar. Un gran salón, (la sala primera) de enormes columnas talladas por los enanos de Moria, y con altas ventanas que miraban al este y donde entraba la luz de la mañana, precedía a las grandes puertas. Estas estaban sujetas, sobre montantes, a un gran arco en la boca de la mina. Antes de que las puertas fueran destruidas en las guerras contra los orcos y como daban al ancho mundo, poseían «inscripciones rúnicas en varias lenguas: hechizos de prohibición y exclusión en khuzdûl, y órdenes de que se fuera todo aquel que no tuviere permiso del señor de Moria», escritas en quenya, sindarin, oestron, las lenguas de Rohan, de Valle y las Tierras Pardas. En el umbral había una larga escalinata de «amplios y gastados escalones» tallados en la piedra; que conducían a Azanulbizar. Y al pie de la escalera nacía un camino que «era abrupto y quebrado y se convertía casi en seguida en un sendero y corría serpenteando entre los brezos y retamas que crecían en las grietas de las piedras. Pero todavía podía verse que en otro tiempo un camino pavimentado y sinuoso había subido desde las tierras bajas del reino de los enanos». Muchas historias, a lo largo de las edades, se vivieron frente a esas magníficas puertas. Por allí entró Thrór, quien en medio de su locura se le ocurrió desafiar al señor orco de Moria, pretendiendo morir en las mansiones de sus ancestros. Y allí fue vengado por un joven Dáin Pie de Hierro, quien cortó de un hachazo, la cabeza de Azog. Y por allí huyó una desolada Compañía del Anillo, que había perdido a su líder, a su guía: el mago Gandalf.